# Río Tapanahoni
El río Tapanahoni, también Río Tapanahony es un río en el sureste de Surinam, en el distrito de Sipaliwini y un afluente del río Maroni. El río nace en el sur del país en la zona fronteriza con Brasil y desde allí fluye hacia el norte a través de una zona montañosa hasta alcanzar 700 metros de altura y cruza el poblado llamado Aloepi. Recibe las aguas de otro río que fluye en su misma dirección, el río Awalapa es su paso cerca del pueblo Pelelu Tepu. Luego recibe las del río Blakawatra cerca del pueblo Alopi.
Tras su paso por la aldea Maboga el río cambia su curso hacia el este, en este lugar el río ha ganado un caudal importante y desde esta sección hay un sinnúmero de rápidos y cascadas, hasta encontrarse con el río Maroni.